# Abația Saint-Georges de Boscherville

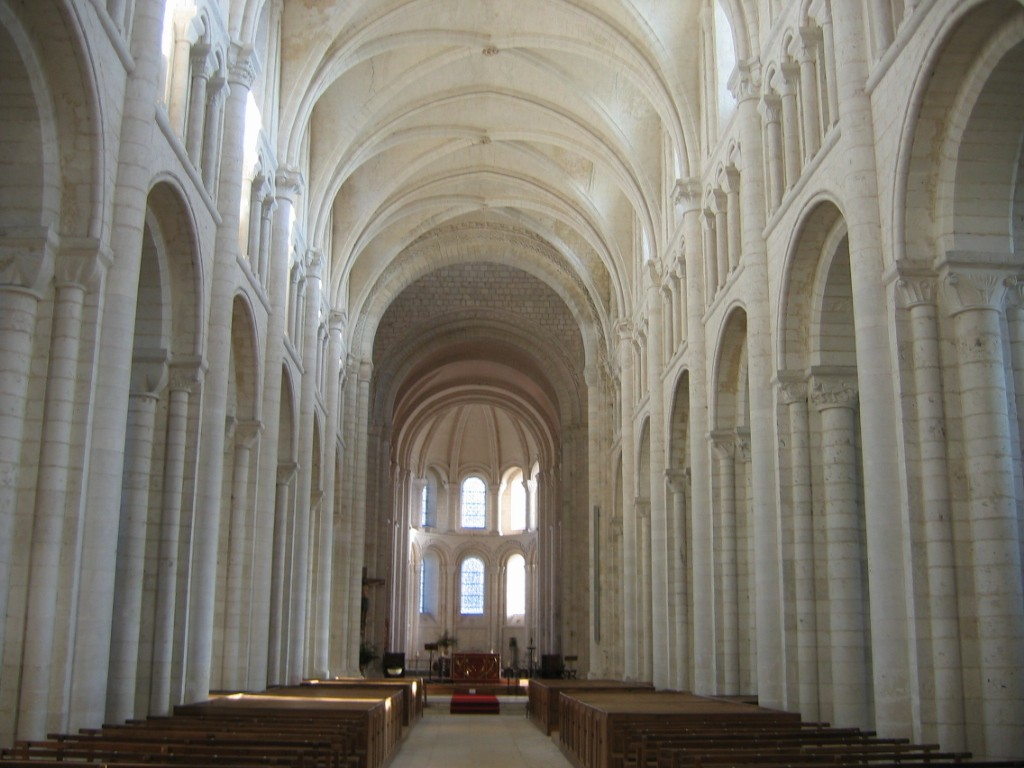
Interiorul bisericii abațiale

Abația Saint-Georges de Boscherville se găsește în comuna Saint-Martin-de-Boscherville, în Seine-Maritime. Biserica abațială este, aproape în întregime, de stil romanic.
Biserica se află în lista Monumentelor istorice din Franța, din 1840. Sala capitulară se găsește în lista Monumentelor istorice din Franța, din 1875.

## Istorie
Abația a fost construită în secolele al XII-lea și al XIII-lea, pe situl unui vechi templu păgân.
Săpături arheologice întreprinse în 1981 au scos la iveală prezența unui fanum  · galic de la sfârșitul secolului I î.Hr. și a unei capele funerare creștine din secolul al VII-lea.

## Galerie de imagini
|  |  |  |

Biserica abațială Saint-Georges de Boscherville, văzută din exterior
|  |  |  |

 Corul bisericii abațiale, orga și vedere exterioară a bisericii abațiale, dinspre grădini